# Norweskie terytoria zależne

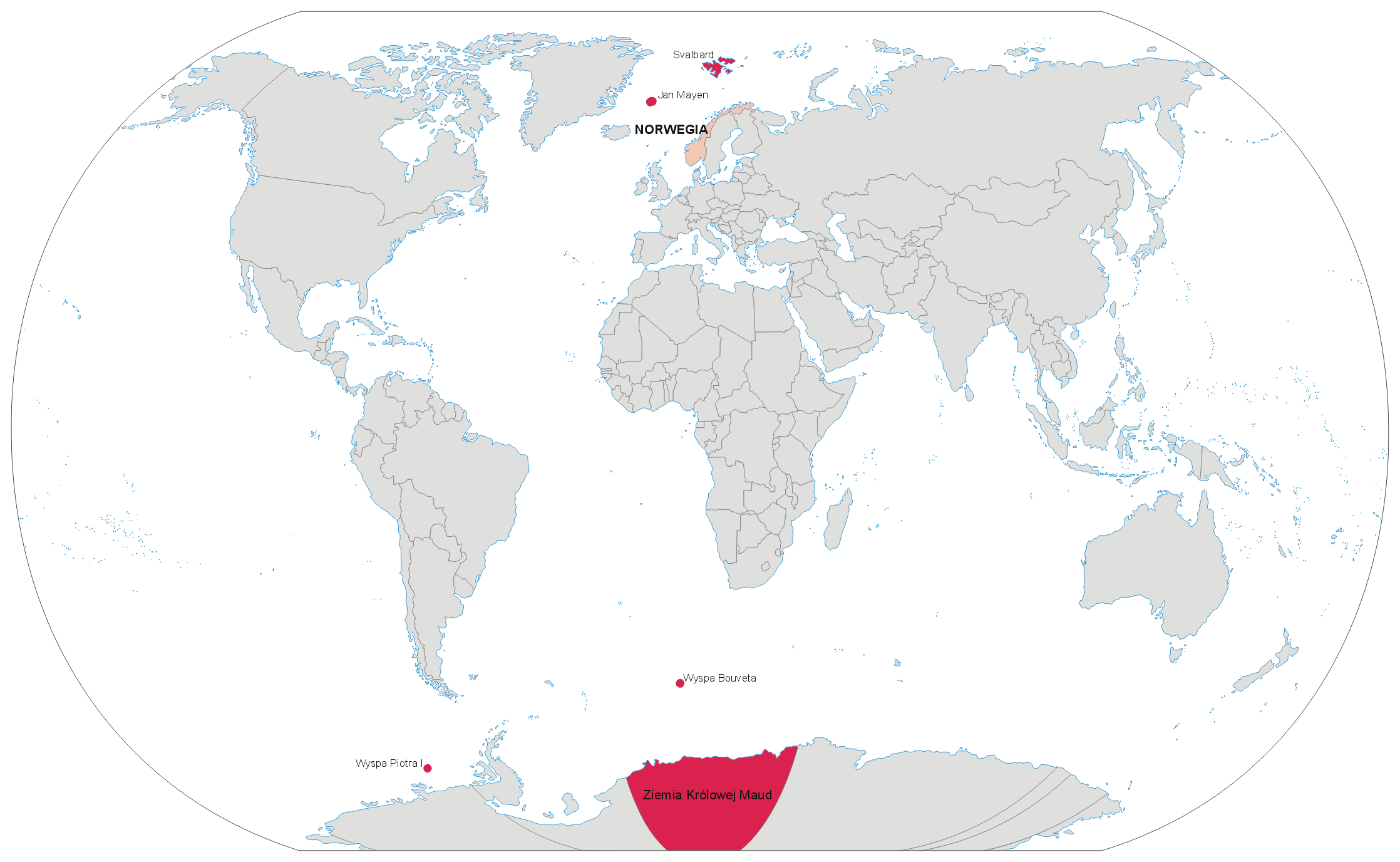
Terytoria zależne Norwegii

Terytoria zależne Norwegii – terytoria, które pozostają pod kontrolą i stałą zależnością Norwegii.
Norwegia jest krajem, który bardzo wcześnie rozpoczął kolonizację, skupiając się na obszarach położonych nad północnym Atlantykiem. W 874 roku Norwegia zajęła Orkady, 1035 Wyspy Owcze, 1261 Grenlandię, a w 1262 Islandię. Posiadłości te Norwegia jednak utraciła w 1380 na rzecz Danii po połączeniu z nią unią personalną.
Po odzyskaniu przez Norwegię niepodległości w 1905 (po rozwiązaniu unii personalnej ze Szwecją), Norwegia nie posiadała żadnych terytoriów zależnych. Jednak nawiązując do wcześniejszych tradycji skupiono się na terytoriach polarnych ustanawiając do końca lat 30. XX w. kilka terytoriów zależnych:
- Svalbard - zajęty w 1920 roku, na mocy umów międzynarodowych (Traktat Spitsbergeński), obszar bez przynależności państwowej
- Jan Mayen - zajęty w 1922 roku obszar bez przynależności państwowej
- Wyspa Bouveta - terytorium odstąpione Norwegii w 1925 przez Wielką Brytanię
- Wyspa Piotra I - zajęty w 1930 roku obszar bez przynależności państwowej
- Ziemia Królowej Maud - zajęty w 1938 roku obszar bez przynależności państwowej

Spośród tych pięciu terytoriów jedynie Svalbard ma stałych mieszkańców.